# Limberis Flesias
Limberis Flesias, gr. Λυμπέρης Φλέσσιας − grecki bokser, brązowy medalista Igrzysk Śródziemnomorskich 1997 w Bari.
W lipcu 1997 zdobył brązowy medal na Igrzyskach Śródziemnomorskich 1997, które rozgrywane były we włoskim mieście Bari. W walce półfinałowej przegrał z reprezentantem Turcji Sinanem Samilem Samem. W 1996 zwyciężył w turnieju Acropolis Cup 1996, wygrywając w finale kategorii ciężkiej.